# Listă de secte
Aceasta este o listă de secte:
- Ananda Marga
- Asasinii

- Cainiți
- Copiii Domnului

- Mișcarea de Integrare Spirituală în Absolut

- Quaker

- Secta Skoptzi

- Templul Popoarelor

- Zelot

- Poarta Raiului

- Adevărul Suprem

- Cercul

- Fii luminii